# アンリ・トーザン
アンリ・トーザン（Henri Tauzin、1879年4月17日 - 1918年10月11日）は、フランスの陸上競技選手である。20世紀の初頭に活躍した彼は、1900年に開催されたパリオリンピックに参加して、400メートルハードル走で銀メダルを獲得した。

## 経歴
トーザンは、400メートルハードルを得意にした選手だった。予選 を1位で通過した彼は、決勝でアメリカのジョン・テュークスベリーに続いて銀メダルを獲得した。
トーザンは200メートルハードルにも出場したが、準決勝で4位に終わり、決勝には進出できなかった。